# Ylla

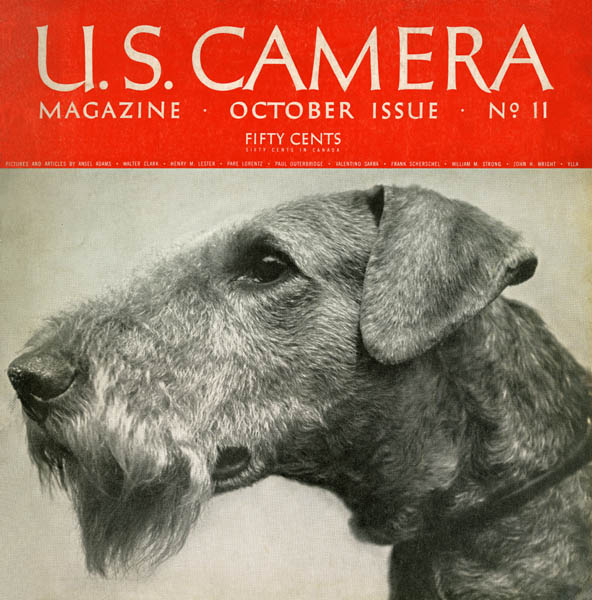
Fotografie na titulní straně časopisu U.S. Camera, říjen 1940

Ylla s želvou

Ylla s velbloudy

Camilla "Ylla" Kofflerová (nepřechýleně Kamilla Koffler; 16. srpna 1911 – 30. března 1955) byla maďarská fotografka, která se specializovala na fotografii zvířat. Na vrcholu své kariéry "byla obecně považována za nejzdatnější fotografku zvířat na světě."

## Životopis
Kofflerová se narodila ve Vídni v Rakousku rumunskému otci a chorvatské matce, oba maďarské národnosti. V osmi letech byla umístěna do německé internátní školy v Budapešti v Maďarsku. V roce 1926 se dospívající Kofflerová připojila ke své matce v Bělehradě v Jugoslávii, kde studovala sochařství u italsko- jugoslávského sochaře Petara Pallaviciniho na Akademii výtvarných umění. Po zjištění, že její křestní jméno Camilla bylo stejné jako v srbštině označení pro „velblouda“ (камила, kamila), změnila si jméno na „Ylla“ (vyslovuje se ii-la).
V roce 1929 získala Ylla zakázku na basreliéfovou sochu pro bělehradské kino. V roce 1931 se přestěhovala do Paříže, Francie, kde studovala sochařství na Colarossiho akademii a pracovala jako retušérka fotografií a asistentka fotografky Ergy Landau.
V roce 1932 začala Ylla fotografovat zvířata, vystavovala své práce v Galerii de La Pléiade a otevřela si ateliér pro fotografování domácích mazlíčků. V roce 1933 byla představena Charlesi Radovi a stala se zakládající členkou tiskové agentury Rapho.
V roce 1940 předložilo newyorské Muzeum moderního umění její jméno ministerstvu zahraničí USA s žádostí o vstupní vízum; do Spojených států emigrovala v roce 1941.
V roce 1952 Ylla cestovala do Afriky a v roce 1954 poprvé navštívila Indii.
V roce 1953, na cestě s matkou letadlem na Cape Cod, letadlu došlo palivo a havarovalo. Ylla, uvězněná pod vodou, se snažila osvobodit, a když se dostala na hladinu, omdlela. Zachránil ji rybář, matka se utopila. Výnosy z pojištění neoprávněné smrti pomohly Ylle zaplatit Yllinu cestu přes Indii v následujícím roce.
V roce 1955, Ylla byla smrtelně zraněna po pádu z džípu, zatímco fotografovala závod motokár Bullock během slavností v Bharatpuru v severní Indii. Poslední fotografie, které kdy pořídila, byly zveřejněny v časopise Sports Illustrated ze 14. listopadu 1955.

## FilmHatari!Postava založená na Ylla
Její celoživotní dílo fotografování zvířat inspirovalo slavného filmového režiséra a producenta Howarda Hawkse natolik, že nechal svou scenáristku Leigh Brackettovou změnit scénář, aby vytvořil jednu z hlavních postav podle Ylly pro svůj filmový trhák Hatari!, kde hlavní roli ztvárnil John Wayne. Hawks řekl: „Tuto část příběhu jsme převzali od skutečné postavy, německé dívky. Byla nejlepší fotografkou zvířat na světě.“ Filmová postava Anna Maria "Dallas" D'Alessandro je fotografka pracující pro zoo a hrála ji herečka Elsa Martinelli.

## Výběr bibliografie
- 1937 Chiens par Ylla/Ylla's Dog Fancies, Jules Supervielle (Paříž: Editions OET/Londýn: Methuen Publishers)
- 1937 Chats par Ylla, Paul Léautaud (Paříž: Editions OET)
- 1938 Animal Language, Julian Huxley (includes recordings of animal calls) (Londýn: Country Life Press; New York: Grosset & Dunlop; 2nd ed. 1964)
- 1944 They All Saw It, Margaret Wise Brown (New York: Harper & Brothers)
- 1947 The Sleepy Little Lion, Margaret Wise Brown (New York: Harper & Brothers)
- 1947 Le Petit Lion, Jacques Prévert (Paříž: Arts et Métiers Graphiques)
- 1950 Tico-Tico, Niccolo Tucci (New York: Harper & Brothers); 1952: Georges Ribemont-Dessaignes (Paříž: Libraire Gallimard)
- 1950 O Said the Squirrel, Margaret Wise Brown (Londýn: Harvill Press)
- 1950 Des Bêtes..., Jacques Prévert (Lausanne: Edition Jean Marguerat; Paříž: Libraire Gallimard)
- 1950 Animals, Julian Huxley (New York: Hastings House; Londýn: Harvill Press)
- 1952 The Duck, Margaret Wise Brown (New York: Harper & Brothers; Londýn: Harvill Press)
- 1953 Animals in Africa, Louis Leakey (New York: Harper & Brothers; Londýn: Harvill Press; Paříž: Robert Delpire/Revue Neuf; Hamburg: Christian Wegner)
- 1956 Twee kleine beertjes = Deux petits ours, Paulette Falconnet (Brusel ; Amsterdam : Elsevier)
- 1958 Animals in India (Lausanne: La Guilde du Livre/Clairefontaine; New York: Harper & Brothers)